# Christian Spies
Christian Spies (* 1974) ist ein deutscher Kunsthistoriker.

## Leben
Nach dem Studium (1994–2000) der Kunstgeschichte, Kunstpädagogik und Germanistik an den Universitäten Siegen, Gainesville (Florida), Frankfurt am Main und Basel war er von 2001 bis 2004 DFG-Stipendiat im Graduiertenkolleg Zeiterfahrung und ästhetische Wahrnehmung an der Goethe-Universität. Nach der Promotion 2005 zum Dr. phil. an der Universität Basel war er von 2005 bis 2007 Postdoktorand im NFS Bildkritik/eikones an der Universität Basel, Teilprojekt Bilderstreit als künstlerisches Verfahren. Seit 2017 ist er
Professor für allgemeine Kunstgeschichte mit den Schwerpunkten Moderne und Gegenwart und ästhetische Theorien an der Universität zu Köln.
Seine Forschungsschwerpunkte sind Bildtheorie und Bildgeschichte der Moderne und Gegenwart, konzeptuelle Malerei, Theorie der Skulptur und Geschichte der Videokunst.

## Schriften (Auswahl)
- Die Trägheit des Bildes. Bildlichkeit und Zeit zwischen Malerei und Video. München 2007, ISBN 3-7705-4478-1.
- mit Sebastian Egenhofer und Inge Hinterwaldner (Hg.): Was ist ein Bild? Antworten in Bildern. Gottfried Boehm zum 70. Geburtstag. München 2012, ISBN 3-7705-5460-4.
- mit Martina Dobbe (Hg.): Gundolf Winter. Bilderräume. Schriften zu Skulptur und Architektur. München 2014, ISBN 3-7705-5400-0.
- mit Joseph Imorde und Eva Schmidt (Hg.): Sammlung Lambrecht-Schadeberg. Rubenspreisträger der Stadt Siegen. Eine europäische Perspektive der Malerei. München 2015, ISBN 3-7774-2384-X.